# Joseph Valentin Wilhelm
Joseph Valentin Wilhelm est un homme politique français né le 4 mai 1756 à Dettwiller (Bas-Rhin) et mort à une date inconnue.

## Biographie
Avoué, il est administrateur du département et député du Bas-Rhin de 1791 à 1792, siégeant avec les modérés. Juge au tribunal de Dettwiller, il est réélu député du Bas-Rhin, au Conseil des Cinq-Cents, le 22 germinal an V. Son élection est annulée lors du coup d'État du 18 fructidor an V.

## Sources
- « Joseph Valentin Wilhelm », dans Adolphe Robert et Gaston Cougny, Dictionnaire des parlementaires français, Edgar Bourloton, 1889-1891 [détail de l’édition]